# Invaziile mongole
Invaziile mongole reprezintă o serie de războaie și de campanii purtate de armatele lui Genghis Han și ale urmașilor acestuia, care au avut loc în secolul al XIII-lea în Asia și în Europa de Est. Cuceririle Imperiului Mongol au dus la devastarea unor vaste regiuni, cucerirea multor națiuni, distrugerea unor orașe și a unor monumente culturale.
Istoricii cred că invaziile și atacurile mongole reprezintă unul dintre cele mai mortale conflicte din istoria omenirii. Brian Landers a explicat că "un anumit imperiu cum nu a mai fost înainte a trecut din Asia în Europa într-o orgie de violență și distrugere. Mongolii au adus groaza în Europa la o scară nemaiîntâlnită până în secolul al XX-lea." Diana Lary susține că invaziile mongole au dus la migrația populației "la o scară nemaivăzută niciodată înainte", mai ales în Europa de Est și Asia Centrală." Lary mai adaugă că "sosirea iminentă a hoardelor mongole a răspândit teroarea și panica". Wei-Chieh Tsai conchide că "cuceririle mongole au zguduit Eurasia și au avut o mare influență în istoria lumii." 
Imperiul Mongol a apărut în decursul secolului al XIII-lea ca urmare a unei serii de cuceriri și invazii în Asia Centrală și Asia Occidentală, ajungând în Europa în 1240. Viteza și mărimea expansiunii teritoriale este similară cu cea a hunilor / cuceririlor turcice și a invaziilor barbare a confederației de popoare nomade turcice din Asia interioară (Göktürks).
Câștigurile teritoriale ale mongolilor au fost continuate în secolul al XIV-lea în China (de dinastia Yuan), în secolul al XV-lea în Persia (de dinastia Timuridă) și în Rusia (raidurile  tătaro-mongole împotriva statelor ruse), iar în secolul al XIX-lea în India (de Imperiul Mogul).

## Asia de Est

### China
Cucerirea mongolă a dinastiei Xia de Vest a reprezentat prima invazie mongolă în China. Pentru a jefui și cuceri un stat pe care să-l transforme într-un vasal puternic, Genghis Han a poruncit câteva atacuri inițiale împotriva dinastiei Xia de Vest înainte de a lansa o invazie pe scară largă în 1209.
Războiul dintre mongoli și dinastia Jin (蒙 金 战争) a durat peste 23 de ani și, în cele din urmă, dinastia Jin  a căzut în anul 1234, an în care Imperiul Mongol controla tot nordul Chinei. 
Urmează cucerirea dinastiei Song de Sud în perioada 1235-1279 sub conducerea lui Kublai (1260-1294), acesta fiind ultimul pas al mongolilor în stăpânirea Chinei în întregime. De asemenea, este considerată ultima mare realizare militară a Imperiului Mongol.

### Coreea
În perioada 1231 - 1259 au avut loc șase invazii majore ale Imperiului Mongol împotriva Coreei. Ca urmare a acestor invazii, Coreea a suferit daune considerabile și a devenit un vasal al dinastiei mongole Yuan în următorii 80 de ani.
În 1225, Imperiul Mongol a cerut tribut Coreei, dar coreenii au refuzat și ambasadorul mongol Chu Ku Yu a fost ucis. În 1231 hanul Ogedei a lansat o nouă invazie a Coreei, ca parte a unor operațiuni mongole mai ample de cucerire a teritoriilor nordice din China. Mongolii au ajuns la Chungju în partea centrală a Peninsulei Coreene, dar după mai multe lupte ofensiva acestora a fost oprită.
În 1235, mongolii au lansat o noua campanie în Coreea, devastând provinciile Gyeongsang și Jeolla. Regele s-a retras  în castelul său de pe insula Ganghwa pe care l-a fortificat puternic, dar armata sa din Coreea nu a putut face față invadatorilor. În 1238, coreenii au cerut un armistițiu. Mongolii s-au retras în schimbul unui acord care prevedea trimiterea în Mongolia a unor membri ai familiei regale Goryeo ca ostatici. Cu toate acestea, Coreea a trimis alte persoane. Descoperind înșelăciunea coreenilor, mongolii au început să insiste cu privire la interzicerea navelor coreene în mare și la arestarea și executarea unor oameni din mișcarea anti-mongolă. Kore a trebuit să trimită în Mongolia una dintre prințese și zece copii ai nobilimii. Pretențiile mongolilor au fost retrase.
În 1247, mongolii au început a patra campanie masivă împotriva Coreei, insistând asupra mutării capitalei înapoi la Songdo. Odată cu moartea lui hanului Kuyuk în 1248 mongolii s-au retras din nou. Până în 1251, anul în care a urcat pe tron hanul Mongke, mongolii au repetat adesea cererile lor. După eșecul în fața lui Dinastiei Goryeo, au început o nouă campanie majoră în 1253. Gojong în cele din urmă a fost de acord să se mute capitala și a trimis pe unul din fii săi, Prințul Angeyongona (安庆公), în Mongolia ca ostatic, după care mongolii s-au retras. Aflând că majoritatea nobilimii coreene a rămas pe insula Ganghwa, mongolii au început o noua campanie contra Dinastiei Goryeo. Între 1253 și 1258 au avut loc o serie de atacuri împotriva Coreei. După o serie de bătălii, mongolii au înconjurat Ganghwa și în decembrie 1258 Coreea în cele din urmă s-a predat.

### Birmania
Cucerirea mongolă din Birmania a avut loc în a doua jumătate a secolului al XIII-lea și a inclus mai multe incursiuni ale trupelor ale Imperiului Mongol în Regatul Bagan.

### Japonia

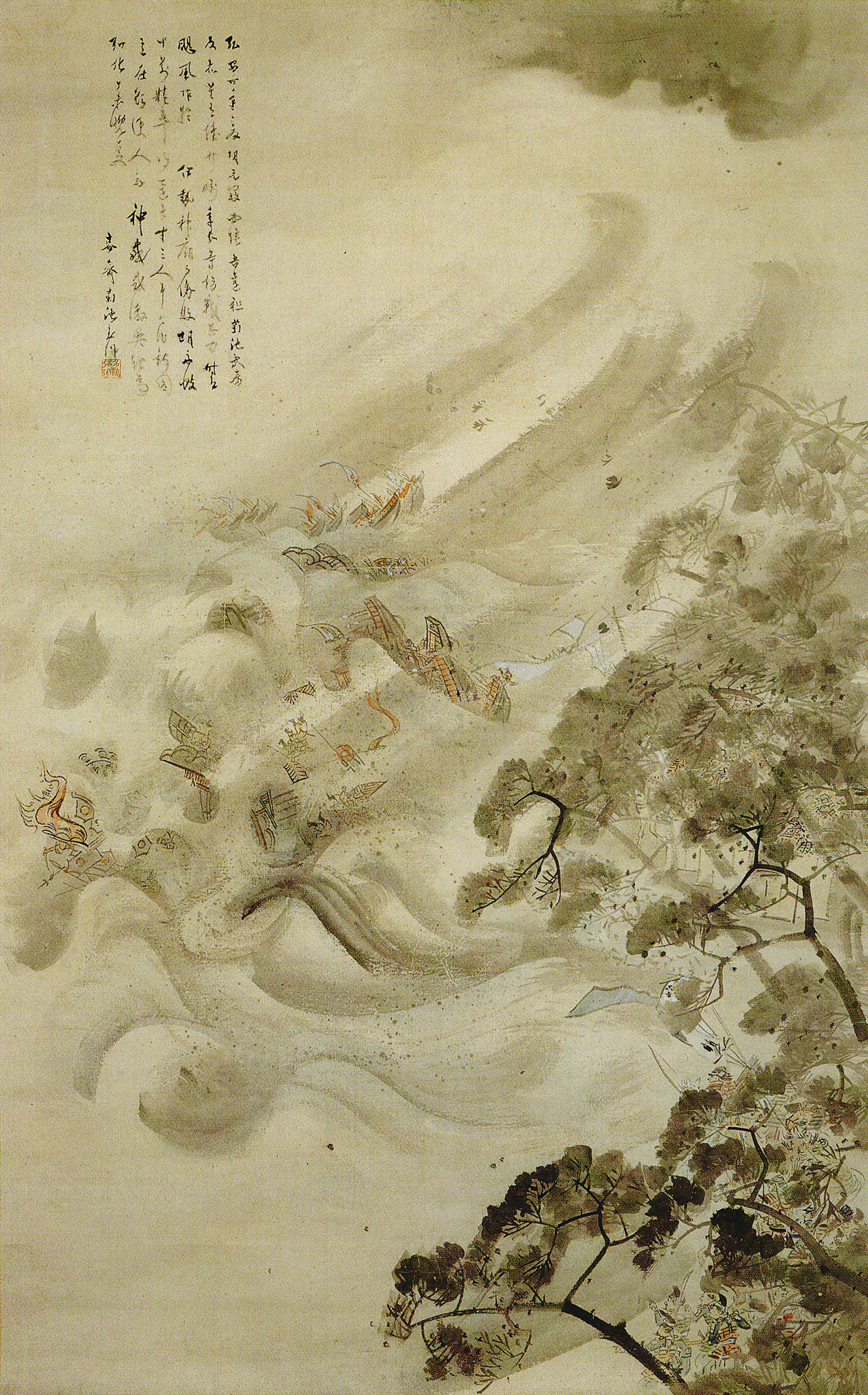
Flota mongolă distrusă de taifunuri puternice. Invazia mongolă (japoneză: Mooko shuurai)- pictură de Kikuchi Yoosai, 1847

Kublai, nepotul lui Genghis, a încercat în două rânduri, în 1274 și 1281, să invadeze Japonia. Ambele încercări au eșuat, următoarea invazie a Japoniei având loc în timpul celui de-al Doilea Război Mondial. Mongolii au eșuat neavând experiență în sectorul maritim, al navigației și a luptelor pe mare, necunoscând tehnologia construcțiilor navale.  Conform legendei, cele mai puternice taifunuri au avut loc în timpul apariției flotei invadatorilor  și au distrus majoritatea navelor acestora.  Aceste taifunuri au fost numite de către istoricii japonezi "kamikaze" (cu sensul de vânt divin), fiind considerate un ajutor divin pentru poporul japonez.

### India
Invazia mongola din India a inclus o serie de atacuri ale Imperiului Mongol asupra Sultanatului Delhi în secolul al XIII-lea. Prima oară mongolii au atacat teritoriul Sultanatului Delhi în 1221, urmărind armata lui Jalal ad-Din, pe care o înving la 9 decembrie pe râul Indus. Apoi mongolii au devastat regiunea Multan, Lahore și Peshawar și s-au retras din India, capturând aproximativ 10.000 de prizonieri.
În 1235 mongolii au cucerit Cașmirul. În 1241 au invadat India și au cucerit Lahore. În 1246 au cucerit Multan și Uch. Între 1254-1255 o revoltă din Cașmir a fost suprimată. 

### Vietnam
Invazia mongolă din Vietnam  a inclus trei operațiuni militare, prin care Imperiului Mongol a invadat teritoriul Dayvet (atunci în China, sub dinastia Chang) și Champa, aflate în prezent în Vietnam. Aceste incursiuni au avut loc într 1257-1258, 1284-1285 și respectiv 1287-1288. Mongolii au fost învinși de statul Dayvet și au fost nevoiți să-și retragă trupele din Dayveta și Champa. Ca parte a acordului, cele două țări au convenit să devină vasale ale imperiului Imperiul Mongol și să-i plătească tribut.

## Incursiunile luiSubotaișiJebe

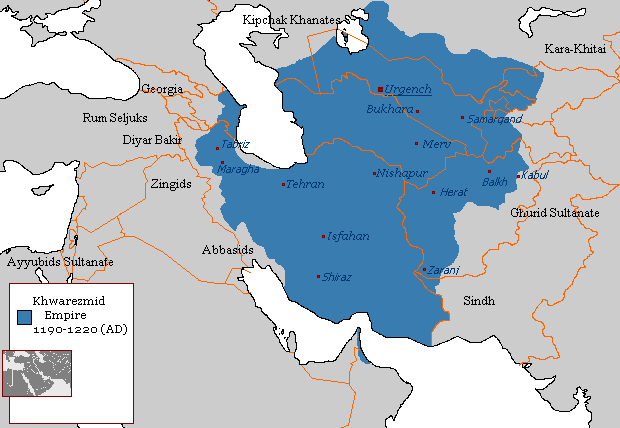
Imperiul Khwarezmian între 1190 - 1220

Incursiunile au avut loc în 1220-1224. Acestea au fost determinate de dorința lui Gehnghis Han de a-l înfrânge pe sultanul Khorezm Ala ad-Din Muhammad al II-lea. După moartea acestuia din urmă, expediția a fost îndreptată împotriva statelor din Caucaz și Europa de Est.

### Asia Centrală
Asia Centrală a fost cucerită în 2 etape în  1218 și în  1219.

### Bătălia de la Râul Kalka

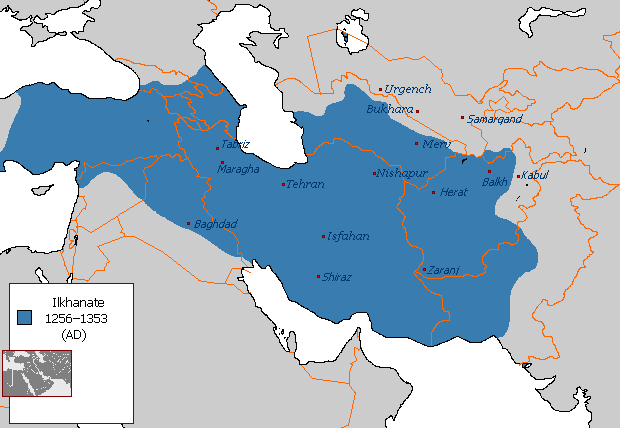
Ilhanatul la maxima sa întindere teritorială

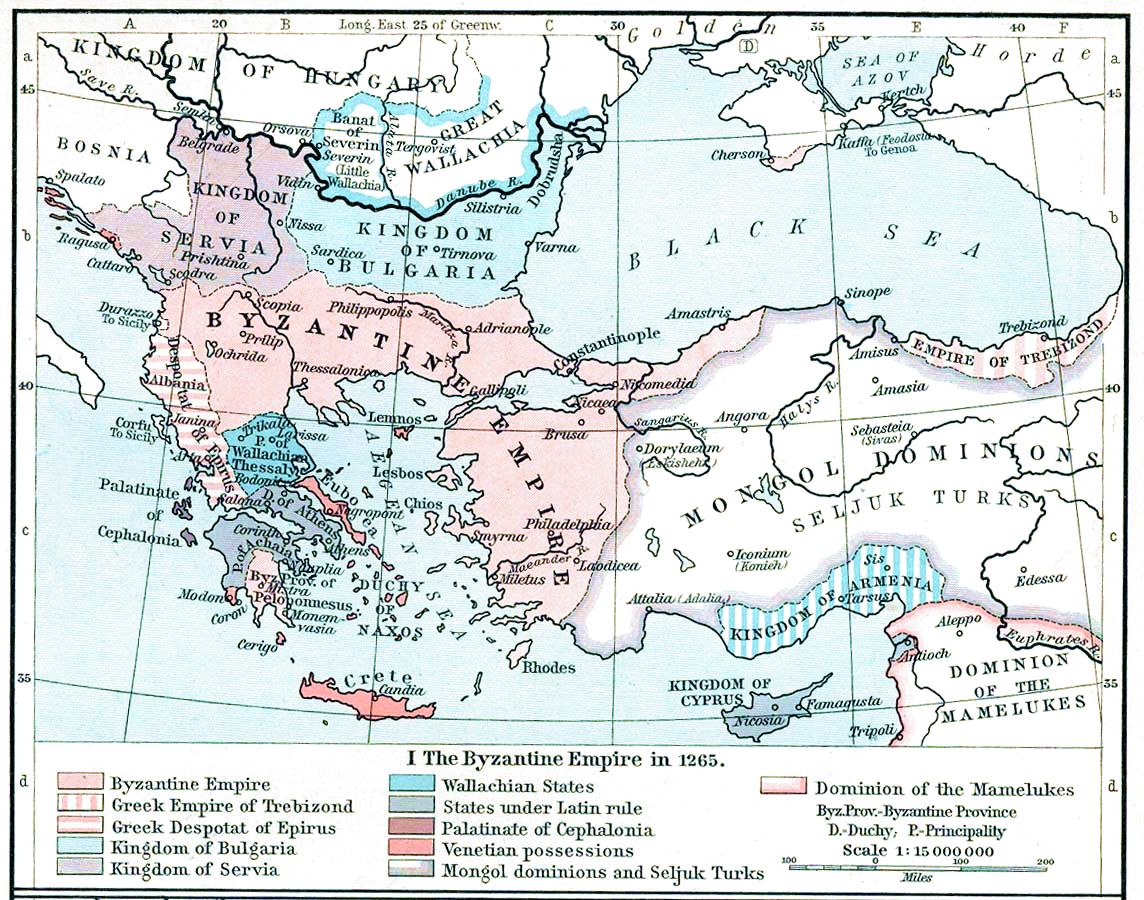
Teritorii ale Imperiului Mongol din Antalonia în anul 1265

## Anatolia
Cucerirea mongolă a Anatoliei (sau subjugarea mongolă a Turciei în unele surse) a fost un proces rapid și eficient care a avut loc între 1241-1243. Puterea reală asupra Anatolia a fost exercitată de către mongoli după ce selgiucii s-au predat în 1243 până la căderea Ilhanatului. Deoarece sultanii selgiuci s-au răzvrătit de mai multe ori, în 1255, mongolii au trimis puternice forțe în centrul și estul Anatoliei, unde au rămas până în 1335. Garnizoana Ilhanatului staționa lângă Ankara.

## Campania din Orientul Mijlociu

Raiduri ale mongolilor prin Levant (Siria și Palestina) în 1260

Campania mongolă din Orientul Mijlociu a fost o expediție sub comanda lui Hulagu (1256 - 1260), reprezentând una dintre cele mai mari cuceriri ale armatei mongole îndreptate împotriva  musulmanilor din Orientul Mijlociu, unii istorici (Rene Grousset, George Vernadski, Lev Gumiliov) numind-o cruciada galbenă.

### Bagdad
Bagdadul este cucerit de mongoli în 1258, în timpul califului Al-Mustasima.

### Siria
După cucerirea Bagdadului a început campania siriană a mongolilor. La începutul lunii septembrie 1260 a avut loc Bătălia de la Ain Jalut  între armata sultanatului mameluc egiptean (condusă de Saif ad-Din Qutuz și armata imperiului mongol condusă de noyanul Kitbuqa.

## Campania din Vest
Campania din Vest a fost condusă de Genghis Han și de Subotai și  a avut loc între 1236 - 1242.

### Bulgaria de pe Volga
Invazia mongolă în Bulgaria de pe Volga a avut loc între 1229-1239.

### Rusia Kieveană

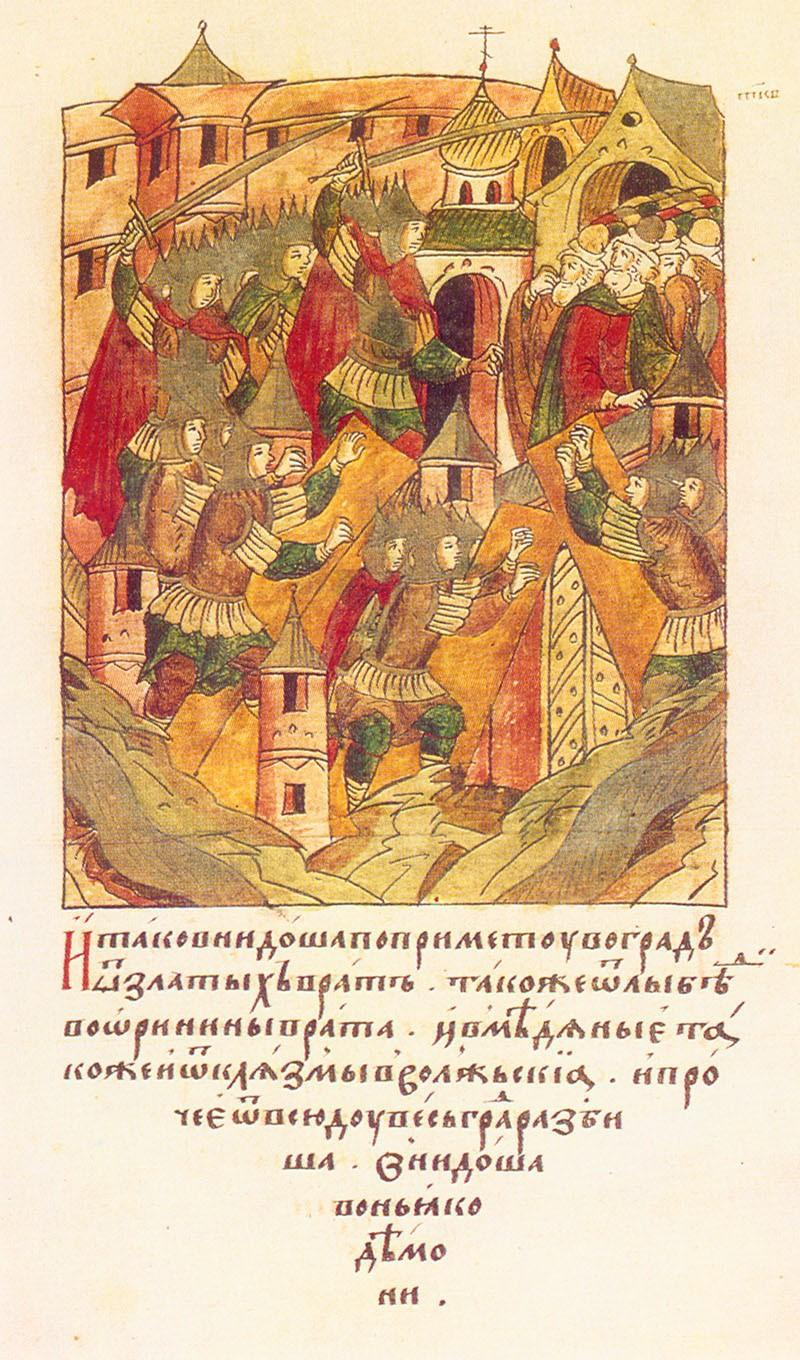
Cucerirea Vladimirului de către mongoli în 1238. Miniatură din cronicile rusești

Invazia mongolă în Rusia Kieveană a avut loc între 1237-1240. Aceștia au distrus numeroase orașe, inclusiv Ryazan, Kolomna, Moscova, Vladimir și Kiev.

### Polonia
Invaziile mongole în Polonia au fost conduse de Baidar, Kadan și, probabil, Ordu (sau Orda).
1. Prima invazie mongolă în Polonia, 1240-1241
2. A doua invazie mongolă în Polonia, 1259-1260
3. A treia invazie mongolă în Polonia, 1287-1288

### Ungaria
Prima invazie mongolă a avut loc în timpul regelui Béla al IV-lea (1235 – 1270). Moartea hanului Ogodei (al treilea fiu al lui Ginghis Han) a determinat retragerea trupelor mongole.
1. Prima invazie mongolă în Ungaria, 1241-1242
2. A doua invazie mongolă în Ungaria, 1284-1285

## Vezi și
- Imperiul Mongol
- Hoarda de Aur
- Ilhanat
- Listă de războaie după numărul de decese
- Listă de invazii